# St. Verena in Rotwand

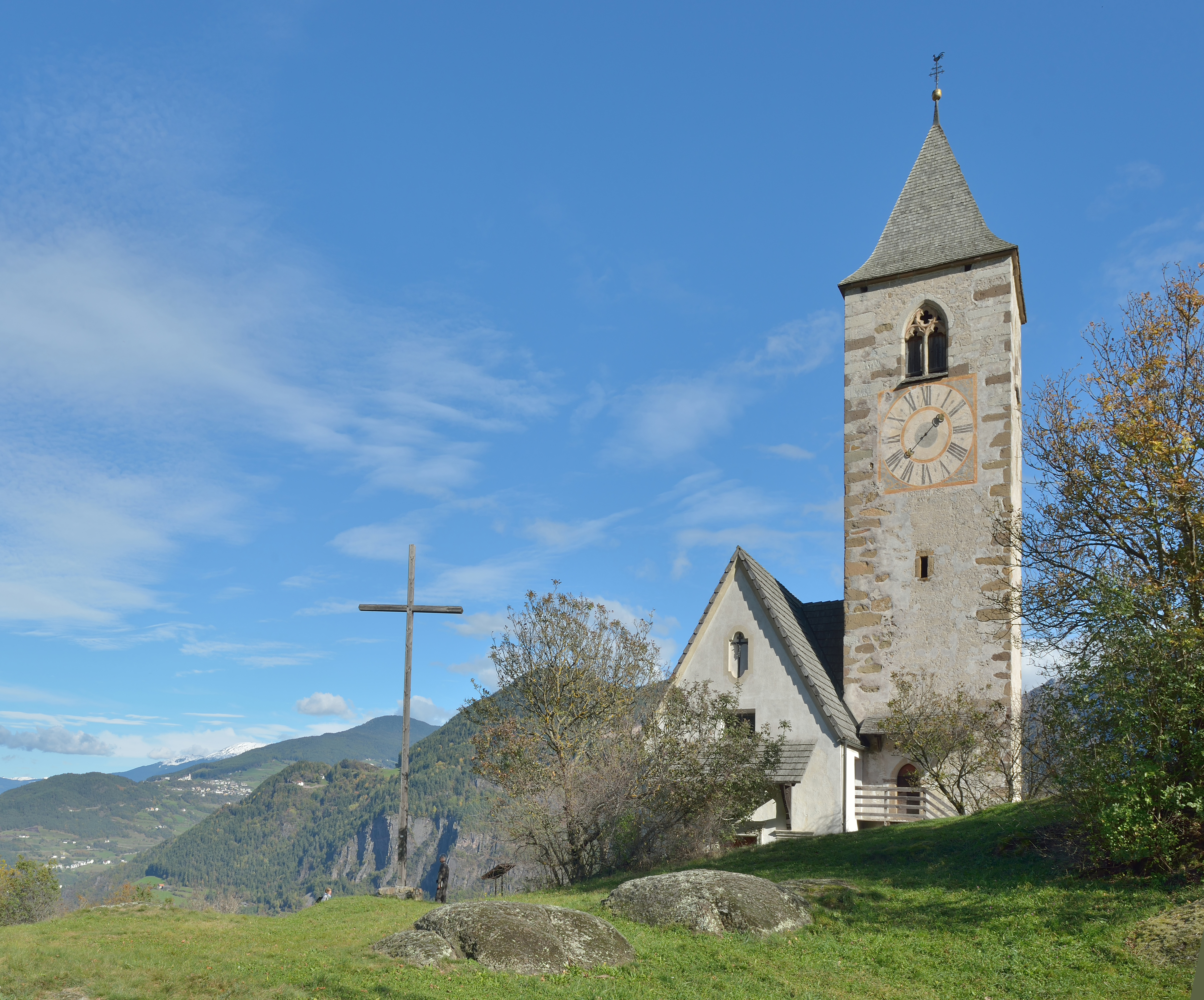
St. Verena in Rotwand

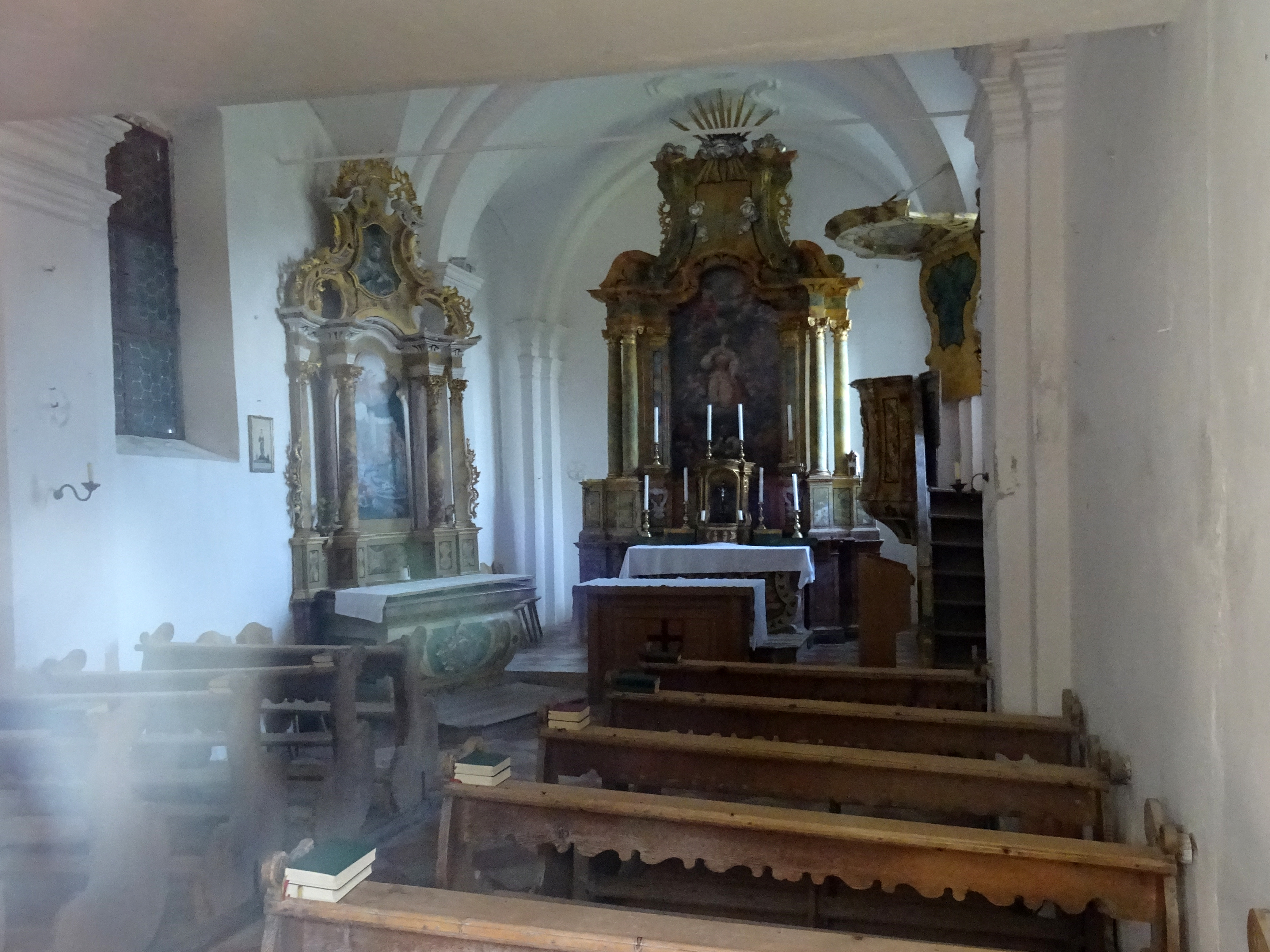
Innenraum

St. Verena in Rotwand ist ein geschütztes Baudenkmal in der Gemeinde Ritten in Südtirol. Die römisch-katholische Filialkirche der Pfarrei St. Ottilia in Lengstein steht auf einer felsigen Hügel in Rotwand, einem zu Lengstein gerechneten Weiler hoch über dem unteren Eisacktal.   

## Geschichte
Aufgefundene Artefakte weißen auf eine prähistorische Besiedlung des Hügels hin. Ähnlich der Kirche St. Andreas in Antlas dürfte der Platz in vorchristlicher Zeit als Kultstätte gedient haben. Das Gotteshaus steht unter dem in Tirol ungewöhnlichen Patrozinium der Heiligen Verena. Die Kirche wurde 1256 erstmals urkundlich erwähnt. Der rechteckige Turm stammt aus der Zeit um 1400. Der Weiler Rotwand bzw. St. Verena bildete früher eine Malgrei im Gericht Stein am Ritten, die 1452 und 1541 nachgewiesen ist. Im 17. Jahrhundert erfolgte ein Neubau von Langhaus und einem abschließenden viereckigen Chor unter Verwendung des älteren  Mauerwerkes. Der Innenraum ist im Stil des Barocks gehalten. Der barocke Choraltar zeigt die Kirchenpatronin. Am 11. Januar 1983 stellte das Südtiroler Landesdenkmalamt die Kirche unter Denkmalschutz. 